# وستفیلیا (آیووا)
وستفیلیا (به انگلیسی: Westphalia) شهری در ایالت آیووا کشور ایالات متحده آمریکا است که جمعیت آن در سرشماری سال ۲۰۱۰ میلادی، ۱۲۷ نفر بوده‌است.